# Alessandro Ardente

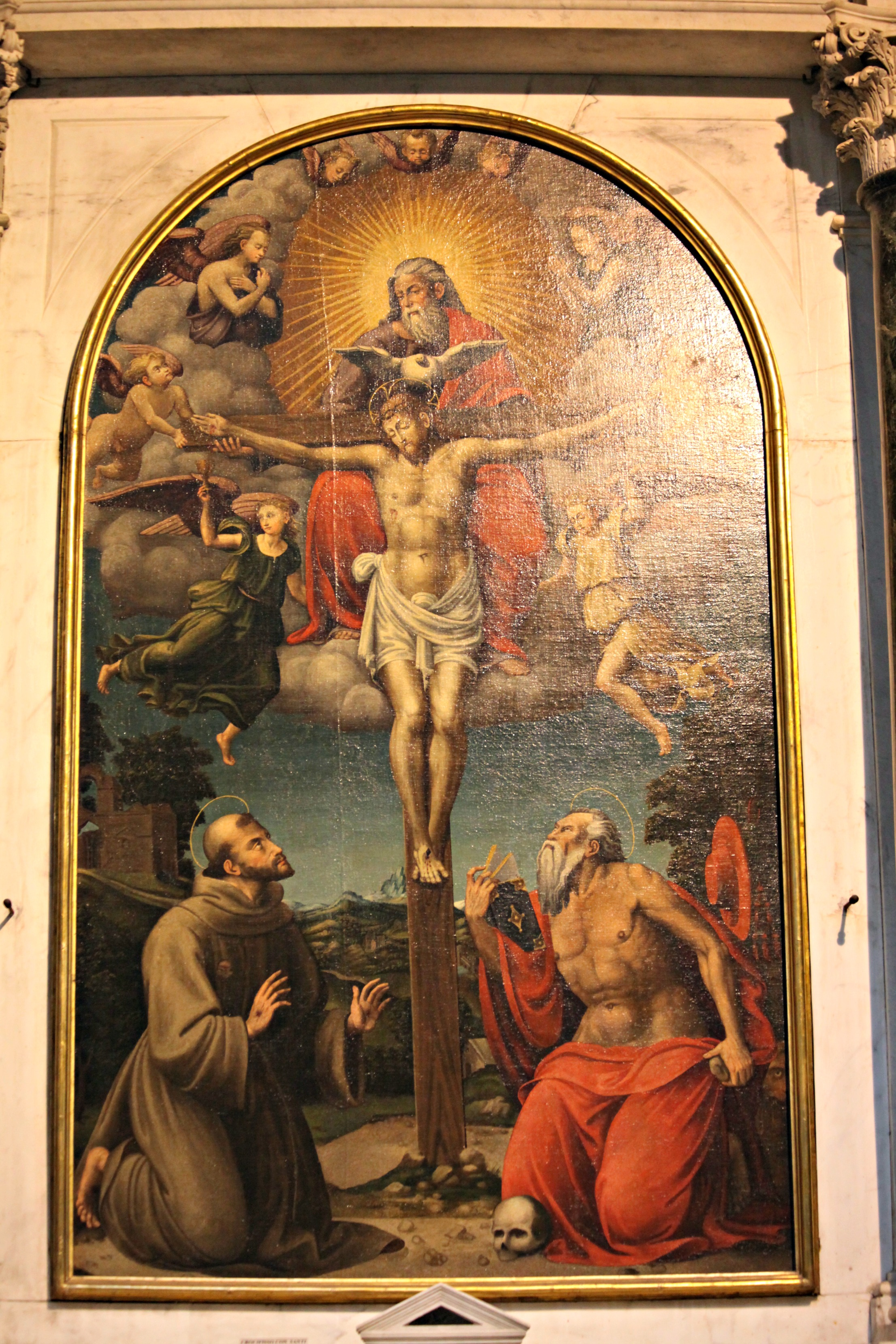
Alessandro Ardente, Trójca Święta adorowana przez Franciszka z Asyżu i Hieronima ze Strydonu.

Alessandro Ardente (także Ardenti, ur. w Faenzy, zm. 1595 w Turynie) – włoski malarz, tworzący w okresie późnego renesansu, przedstawiciel szkoły lombardzkiej.
Działał głównie w Turynie i Lukce. Poświęcał się głównie malarstwu sakralnemu. Do najważniejszych dzieł artysty należą: Chrzest Pański, kościół San Paolino w Lukce, Nawrócenie Szawła, tamże, Święty Antoni Opat, na którym artysta podpisał się jako Alexander Ardentius Faventinus 1565, a także Wniebowzięcie NMP i kościół Santa Maria a Sesto di Moriano. Malarz tworzył także portrety.